# Parsenn

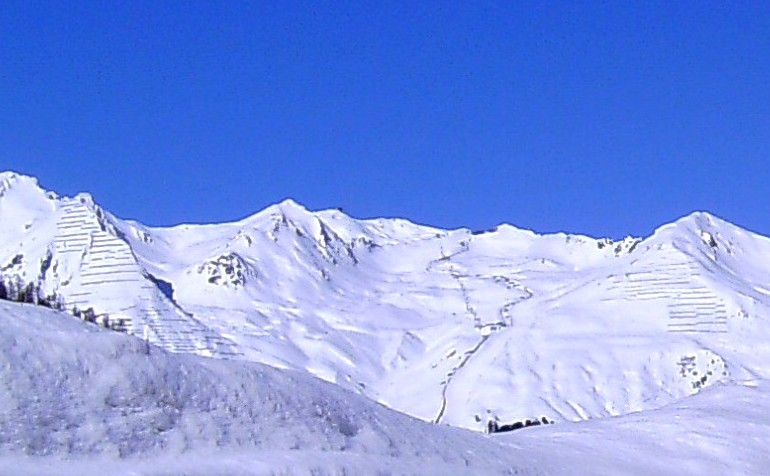
Skigebiet Parsenn. Blick vom Dischmatal

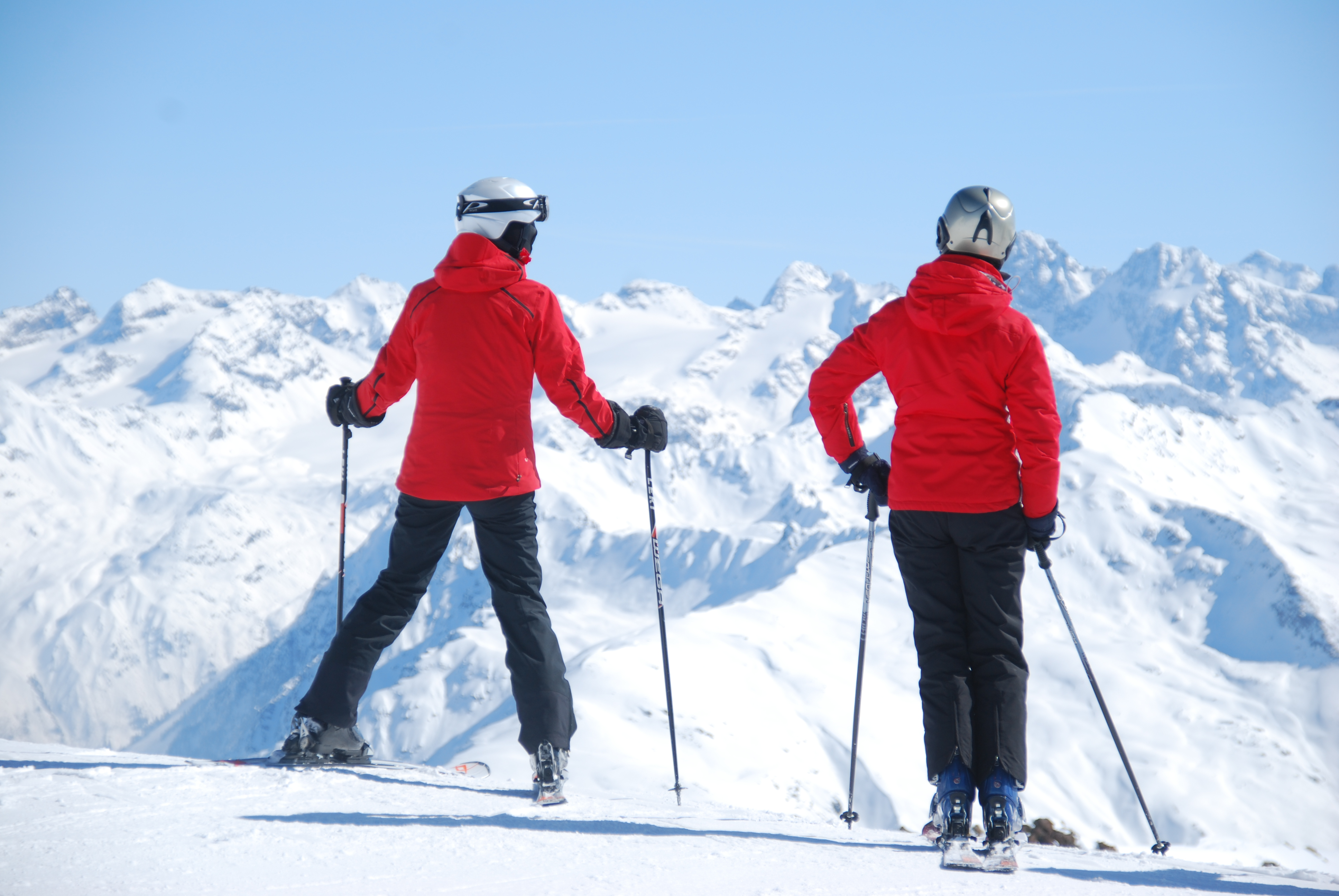
Skigebiet Parsenn

Parsenn ist ein Ski- und Wandergebiet oberhalb von Davos und wird von der Davos Klosters Bergbahnen AG betrieben. Der Name geht auf die Alpweide unterhalb des Gotschnagrates zurück. Die Parsennbahn war die zweite ausgesprochene Sportbahn (Bahn, die nur auf Sportler als Fahrgäste ausgerichtet ist) der Schweiz, heute gibt es 102 Kilometer Piste. Seit 1924 findet hier das Parsenn-Derby statt.

## Geschichte

Parsenn mit Wasserscheidi zum Weissfluhjoch, historisches Luftbild von Werner Friedli (1950)

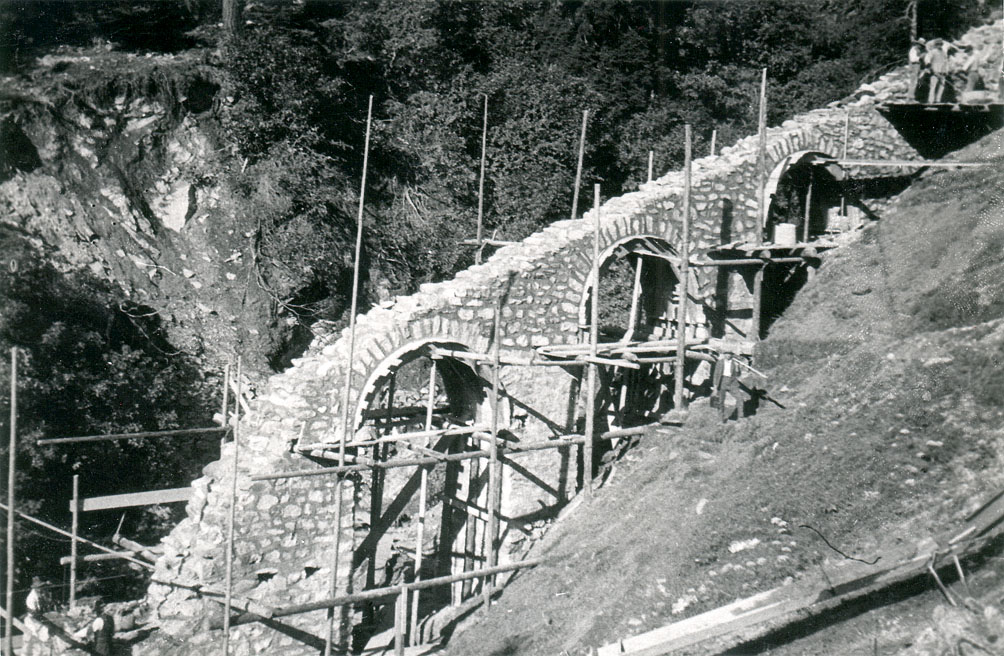
Bau der Parsennbahn 1931

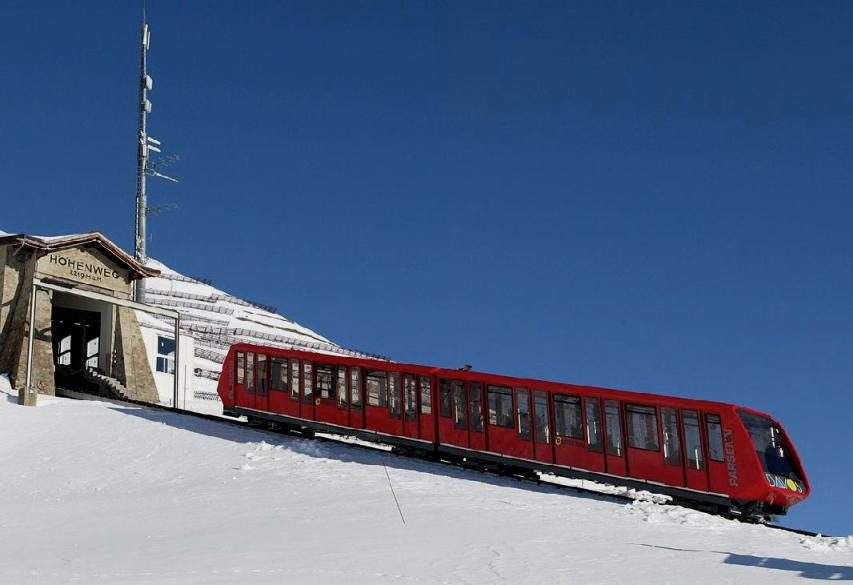
Die heutige Parsennbahn im nur für diese Bahn entwickelten Kabinendesign

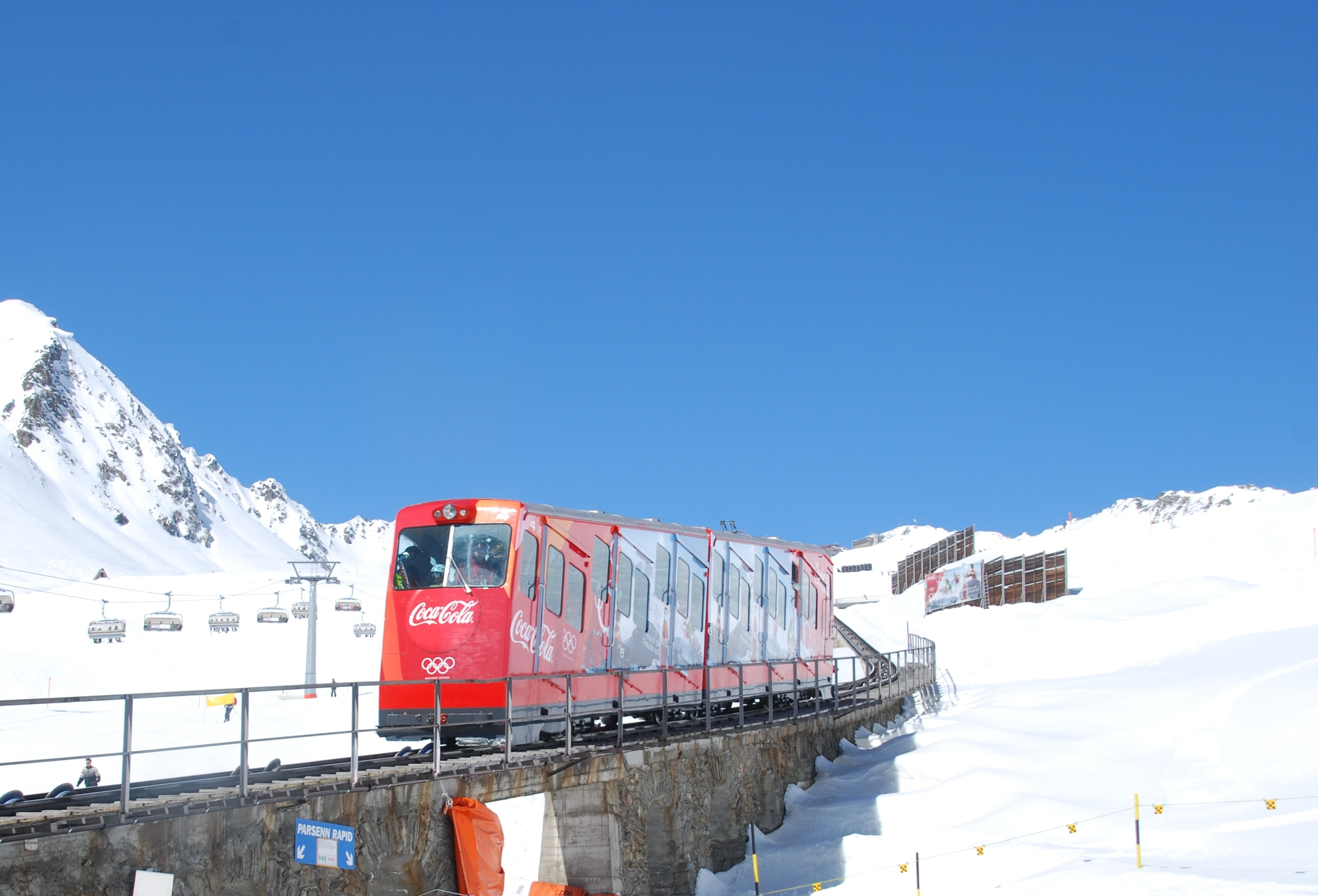
Parsennbahn zweite Sektion

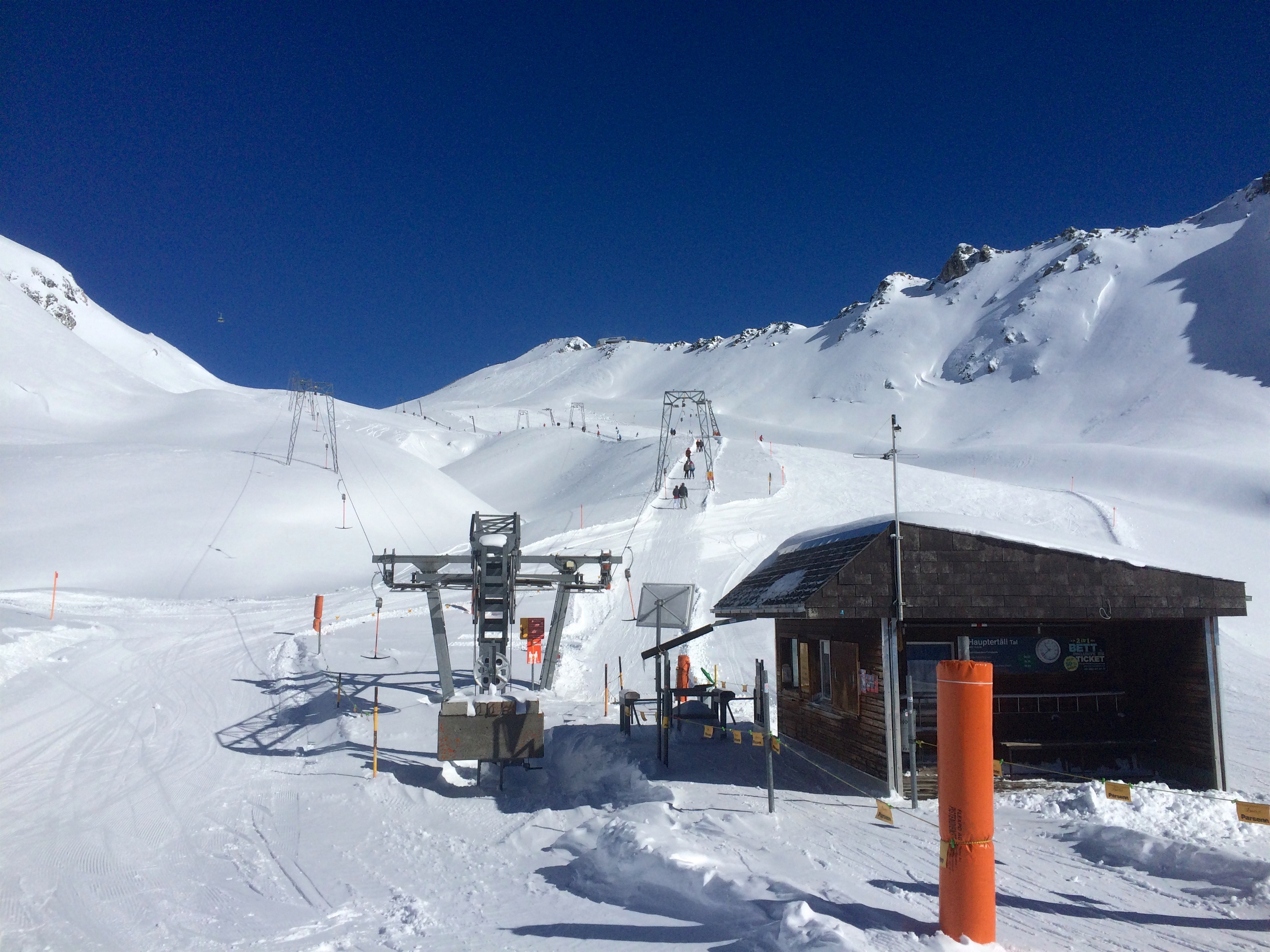
Skilift Hauptertälli

- 1903: Erstmalige Nutzung der Parsenn-Abfahrt mit Ski von der Weissflue durch Oscar Schuster und den Davoser Bergführer Johann Engi.[2]
- 1931: Bau der 1. Sektion der Standseilbahn Davos Dorf – Höhenweg
- 1932: Bau der 2. Sektion Höhenweg – Weissfluhjoch mit dem Restaurant auf dem Weissfluhjoch.
ca. 61.000 Fahrgäste wurden bereits transportiert. Die Kapazität beträgt 350 Personen pro Stunde.[3]
- 1936: Markante Frequenzsteigerung auf ca. 235.000 Personen im Jahr.
- 1937: Verdoppelung der Transportkapazität bei der Standseilbahn von 350 auf 700 Pers./h.
- 1942/43: Bau des Eidgenössischen Institutes für Schnee- und Lawinenforschung auf dem Weissfluhjoch
- 1955: Eröffnung der Luftseilbahn Weissfluhjoch–Weissfluhgipfel
- 1961: Betriebseröffnung der Luftseilbahn Parsennhütte–Weissfluhjoch. Damit entsteht eine Verbindung zum seit 1950 bestehenden Skigebiet des Gotschna.
- 1967: Gründung der Sportbahnen Pischa AG, welche als Tochter geführt wird.
- 1972: Einweihung der neuen Talstation in Davos Dorf
- 1979: Betriebseröffnung der inzwischen wieder eingestellten Verbindungsbahn auf den Strelapass – zeitweilig entsteht neben der Parsenn- und der Gotschnabahn über die Schatzalp ein dritter Zubringer ins Skigebiet
- 1982: Betriebseröffnung der Verbindungsluftseilbahn Joch-Express
- 1987: Eröffnung der Gondelbahn Schifer–Weissfluhjoch in zwei Sektionen mit einer Transportkapazität von je 1700 Pers./h
- 1994: In Zusammenarbeit mit der Gotschnabahn wird eine der ersten Beschneiungsanlage der Region gebaut. Im selben Jahr wird das Zutrittssystem auf ein berührungsloses Handsfree-System umgestellt.
- 1996: Ankauf von einer Mehrheitsbeteiligung von 57 % an den Bergbahnen Rinerhorn.
- 1996: Eröffnung der Mountainbike Downhillstrecke Weissfluhjoch – Klosters. Die 14 km lange Strecke verzeichnet im ersten Jahr rund 500 Biker.
- 1998: Eröffnung einer zweiten MTB-Downhillstrecke vom Weissfluhjoch in die Parsennhütte. Total werden in diesem Sommer rund 1200 Biker transportiert.
- 2002: Die 1. Sektion der Parsennbahn wird umfassend erneuert. Dabei wird die Spur von 800 mm auf 1200 mm verbreitert und die maximale Geschwindigkeit von 6 m/s auf 10 m/s erhöht. Die Kapazität ins Parsenngebiet erhöht sich auf 2200 Pers./h. Wegen des hohen Tempos der Bahn wird sie auch Alpen-Ferrari genannt.
- 2006: Fertigstellung des Speichersees Totalp. Mit einem Fassungsvermögen von knapp 100.000 m³ ist er das Herzstück der Beschneiungsanlage im Parsenngebiet.
- 2010: Inbetriebnahme nach Sanierung der 2. Sektion der Parsennbahn.
- 2017: Inbetriebnahme 6er Sessellift Furka Zipper, ersetzt alten Furka-Doppelskilift von 1972.

## Bahnanlagen
Folgende Bahnanlagen sind im Parsenngebiet zu finden:
| Anlagenname                          | Strecke                         | Typ                     | Baujahr und Erneuerung | Höhendifferenz | Länge  | Kapazität Personen pro Stunde | Kapazität pro Fahrzeug | Hersteller                   | Betrieb Winter | Betrieb Sommer |
| ------------------------------------ | ------------------------------- | ----------------------- | ---------------------- | -------------- | ------ | ----------------------------- | ---------------------- | ---------------------------- | -------------- | -------------- |
| Parsennbahn (1. Sektion)             | Davos Dorf – Höhenweg           | Standseilbahn           | (1931) 2002            | 658 m          | 1889 m | 2200                          | (135) 200              | Von Roll Doppelmayr          | Ja             | Ja             |
| Parsennbahn (2. Sektion)             | Höhenweg – Weissfluhjoch        | Standseilbahn           | (1932) 2010            | 445 m          | 2074 m | 970                           | (135) 110              | Von Roll Doppelmayr Gangloff | Ja             | Ja             |
| Gipfelbahn                           | Weissfluhjoch – Weissfluhgipfel | Luftseilbahn Pendelbahn | (1955) 1983            | 181 m          | 683 m  | 1100                          | 60                     | Garaventa                    | Ja             | Ja             |
| Parsennhüttenbahn                    | Weissfluhjoch – Parsennhütte    | Luftseilbahn Pendelbahn | (1961) 1987            | 463 m          | 2390 m | 675                           | 80                     | Garaventa                    | Ja             |                |
| Jochexpress (2011 zurückgebaut)      | Weissfluhjoch – Totalpsee       | Luftseilbahn Pendelbahn | 1982                   | 130 m          | 445 m  | 720                           | 60                     | Garaventa                    |                |                |
| Hauptertällibahn (2018 zurückgebaut) | Strelapass – Haupter Tälli      | Luftseilbahn Pendelbahn | 1980                   | 87 m           | 1714 m | 30                            | 350                    | Küpfer                       |                |                |
| Gotschnabahn (1. Sektion)            | Klosters Platz – Gotschnaboden  | Luftseilbahn Pendelbahn | (1950) 1987            | 609 m          | 1965 m | 1200                          | 125                    | Von Roll                     | Ja             | Ja             |
| Gotschnabahn (2. Sektion)            | Gotschnaboden – Gotschnagrat    | Luftseilbahn Pendelbahn | (1950) 1987            | 506 m          | 971 m  | 1400                          | 100                    | Von Roll                     | Ja             | Ja             |
| Schiferbahn (1. Sektion)             | Schifer – Obersäss              | Gondelbahn              | 1987                   | 454 m          | 1745 m | 1700                          | 6                      | Von Roll                     | Ja             |                |
| Schiferbahn (2. Sektion)             | Obersäss – Weissfluhjoch        | Gondelbahn              | 1987                   | 647 m          | 3600 m | 1700                          | 6                      | Von Roll                     | Ja             |                |
| Parsenn Rapid                        | Höhenweg – Weissfluhjoch        | Sesselbahn              | 2000                   | 445 m          | 1989 m | 2600                          | 6                      | Garaventa                    | Ja             |                |
| Gruobenalp                           | Gruobenalp – Gotschnagrat       | Sesselbahn              | 1995                   | 215 m          | 1087 m | 1200                          | 4                      | Garaventa                    | Ja             |                |
| Schwarzseealp                        | Schwarzseealp – Gotschnagrat    | Sesselbahn              | 1995                   | 438 m          | 1558 m | 1000                          | 2                      | Garaventa                    | Ja             |                |
| Meierhoftäli                         | Meierhoftäli-Wasserscheide      | Sesselbahn              | 1995                   | 373 m          | 1601 m | 1900                          | 4                      | Garaventa                    | Ja             |                |
| Furka – Zipper                       | Parsennhütte – Parsennfurgga    | Sesselbahn              | (1957) 1972 2017       | 380 m          | 1500 m | 2500                          | 6                      | Doppelmayr                   | Ja             |                |
| Totalp                               | Parsennhütte-Weissfluhjoch      | Sesselbahn              | 1998                   | 473 m          | 2316 m | 2400                          | 4                      | Garaventa                    | Ja             |                |
| Seetälli                             | Parsennhütte – Seetälli         | Skilift                 | 1983                   | 301 m          | 1120 m | 1100                          | 2                      | Garaventa                    | Ja             |                |
| Parsennmäder                         | Parsennmeder – Gotschnagrat     | Skilift                 | 1957                   | 324 m          | 1145 m | 1000                          | 2                      | Oehler                       | Ja             |                |
| Hauptertälli                         | Hauptertälli – Wasserscheidi    | Skilift                 | 1971                   | 180 m          | 1033 m | 1100                          | 2                      | Garaventa                    | Ja             |                |
| Kreuzweg                             | Kreuzweg – Parsennfurgga        | Skilift                 | 1971                   | 105 m          | 365 m  | 900                           | 2                      | Garaventa                    | Ja             |                |